# سای-هاب
سای-هاب (به انگلیسی: Sci-Hub) یک کتابخانه مجازی است که مقالات علمی را بدون در نظر گرفتن حق مولف و به صورت رایگان در اختیار درخواست‌کنندگان قرار می‌دهد. با استفاده از این وبسایت کاربران می‌توانند بدون پرداخت هزینه، مقالات علمی را دریافت کنند. این سایت در ۵ سپتامبر ۲۰۱۱  توسط  الکساندرا الباکیان در قزاقستان راه‌اندازی شد.

## تاریخچه
الکساندرا الباکیان دانشجوی رشته تکنولوژی اطلاعات بود که برای یک پروژه دانشگاهی در زمینه نوروساینس احتیاج به مقالات علمی پیدا کرد. این گونه مقالات توسط ناشران فروخته می‌شوند و قیمت هر مقاله به طور متوسط به ۳۰ دلار می‌رسد. دانشگاه‌های و مراکز پژوهشی در کشورهای پیشرفته با آبونه شدن در این مجلات به صورت سالانه این مقالات را خریداری می‌کنند و در اختیار دانشمندان، دانشجویان و پژوهشگران خود می‌گذارند. اما در کشورهای در حال توسعه مانند قزاقستان یا ایران معمولا دانشگاه‌ها توانایی مالی خرید آبونمان مجلات علمی را ندارند. به همین دلیل الباکیان سایت سای-هاب را راه‌اندازی کرد تا مقالات علمی برای همه علاقمندان قابل دسترسی باشد.

## وضعیت قانونی
تا کنون در ایالات متحده آمریکا دو بار از سای-هاب به دلیل نقض حق مولف شکایت شده است و الباکیان در هر دو مورد گناهکار شناخته شده است. که در نتیجه چند دامنه مورد استفاده سای-هاب مسدود شد. این سایت همچنین در سوئد، روسیه، فرانسه، بلژیک، هند، بریتانیا و چین نیز تحت پیگرد قانونی است. به همین دلیل الکساندرا الباکیان از ترس استرداد به صورت مخفی زندگی می‌کند. گفته می‌شود سایت سای-هاب سالانه میلیونها دلار به ناشران علمی ضرر می‌زند.